# Bruce Stambler
Bruce Stambler est un monteur son américain.

## Filmographie (sélection)
- 1985 : Mask de Peter Bogdanovich ;
- 1987 : Benji la malice (Benji the Hunted) de Joe Camp ;
- 1989 : Vendredi 13, chapitre VIII : L'Ultime Retour (Friday the 13th Part VIII: Jason Takes Manhattan) de Rob Hedden ;
- 1992 : Piège en haute mer (Under Siege) d'Andrew Davis ;
- 1992 : Un faux mouvement (One False Move) de Carl Franklin ;
- 1993 : Le Fugitif (The Fugitive) d'Andrew Davis ;
- 1994 : Danger immédiat (Clear and Present Danger) de Phillip Noyce ;
- 1995 : Batman Forever de Joel Schumacher ;
- 1996 : L'Ombre et la Proie (The Ghost and the Darkness) de Stephen Hopkins ;
- 1996 : Sergent Bilko (Sgt. Bilko) de Jonathan Lynn ;
- 1997 : Batman et Robin (Batman and Robin) de Joel Schumacher ;
- 2001 : Fast and Furious (The Fast and the Furious) de Rob Cohen ;
- 2002 : xXx de Rob Cohen ;
- 2002 : Dommage collatéral (Collateral Damage) d'Andrew Davis ;
- 2006 : Fast and Furious: Tokyo Drift de Justin Lin ;
- 2008 : La Cité de l'ombre (City of Ember) de Gil Kenan ;
- 2009 : Fast and Furious 4 de Justin Lin.

## Distinctions

### Récompenses
- BAFTA 1994 : British Academy Film Award du meilleur son pour Le Fugitif ;
- Oscars 1997 : Oscar du meilleur montage de son pour L'Ombre et la Proie.

### Nominations
pour l'Oscar du meilleur montage de son :
- en 1993 pour Piège en haute mer,
- en 1994 pour Le Fugitif,
- en 1995 pour Danger immédiat,
- en 1996 pour Batman Forever.